# Alessandro Kräuchi
Alessandro Samuele Kräuchi (* 3. Juni 1998 in St. Gallen) ist ein schweizerisch-italienischer Fussballspieler.

## Karriere

### Verein
Kräuchi begann seine Laufbahn beim FC Wittenbach, bevor er 2008 in die Jugend des FC St. Gallen wechselte. Zur Saison 2015/16 wurde er in das Kader der zweiten Mannschaft befördert. Er avancierte zum Stammspieler und kam bis Saisonende zu 21 Partien in der drittklassigen Promotion League, in denen er drei Tore erzielte. Die Reserve des FCSG stieg schlussendlich in die viertklassige 1. Liga ab. 2016/17 spielte er 20-mal in der vierthöchsten Schweizer Spielklasse, wobei er sechs Tore schoss. 2017/18 absolvierte er 16 Spiele in der 1. Liga, wobei er dreimal traf. Zudem bestritt er eine Partie für die Profis in der 1. Runde des Schweizer Cup; St. Gallen schied später im Viertelfinale gegen den BSC Young Boys aus. Im Januar 2018 schloss er sich auf Leihbasis dem Zweitligisten FC Wil an. In Wil kam er jedoch lediglich einmal für die zweite Mannschaft in der fünftklassigen 2. Liga interregional zum Einsatz, zwei Monate nach Beginn wurde die Leihe wieder beendet. 2018/19 absolvierte er sieben Spiele für die Reserve in der 1. Liga, in denen er zwei Tore schoss. Zudem gab er am 26. September 2018, dem 8. Spieltag, beim 0:2 gegen den BSC Young Boys sein Debüt für die erste Mannschaft in der erstklassigen Super League, als er in der Startelf stand. Bis zum Ende der Spielzeit absolvierte er sechs Spiele in der höchsten Schweizer Liga und eine Partie im Schweizer Cup, als St. Gallen im Achtelfinale gegen den Ligakonkurrenten FC Sion verlor. 2019/20 folgten ein Spiel für die zweite Mannschaft in der 1. Liga sowie acht Spiele für die Profis in der Super League. Im Schweizer Cup kam Kräuchi in der 1. Runde zum Einsatz, der FCSG schied schlussendlich in der 2. Runde gegen den Zweitligisten FC Winterthur aus. 2020/21 spielte er bis Anfang März 2021 20-mal in der Super League, wobei er ein Tor erzielte. Zudem wurde er einmal in der Qualifikation zur UEFA Europa League eingesetzt, die der Verein über die Vizemeisterschaft im Vorjahr erreicht hatte. St. Gallen verlor in der 3. Runde gegen den griechischen Verein AEK Athen und qualifizierte sich somit nicht für die Endrunde eines internationalen Wettbewerbs. Am 23. Ligaspieltag zog er sich einen Kreuzbandriss zu.
Im Sommer 2023 wechselte er zum FC Vaduz in die Challenge League.

### Nationalmannschaft
Kräuchi bestritt zwischen 2013 und 2018 insgesamt drei Spiele für Schweizer U-Nationalmannschaften.